# Tomislav Nikolić
Tomislav "Toma" Nikolić (en serbio: Томислав Николић; Kragujevac, 15 de febrero de 1952) es un político serbio, presidente del país balcánico desde el 31 de mayo de 2012 hasta el 31 de mayo de 2017.

## Carrera política
Es presidente del Partido Progresista Serbio. Anteriormente formó parte el Partido Radical Serbio, donde asumió el liderazgo en ausencia de Vojislav Šešelj entre 2003 y 2008. En ese periodo fue presidente de la Asamblea Nacional de Serbia. Abandonó al partido por diferencias con respecto a las relaciones de Serbia con la Unión Europea. Entonces, Nikolić formó el Partido Progresista Serbio. Lo acompañaron varios correligionarios, como Aleksandar Vučić.
Nikolić fue derrotado por Boris Tadić en las elecciones presidenciales de 2004 y 2008. El 16 de abril de 2011, luego de liderar una protesta en contra del gobierno de este, inicia una huelga de hambre con el objetivo de convocar a eleccionas anticipadas, argumentando la crisis que el país estaba viviendo. Al día siguiente, tanto Tadić como el patriarca Irineo I solicitaron a Nikolić terminar con la huelga, sin embargo, este se negó. No fue hasta el 24 del mismo mes que desistió de su decisión, ya habiendo sido internado en una clínica privada y rechazando toda asistencia hasta aquel momento. Aunque infructuoso, el suceso fue ampliamente reportado por los medios en Serbia, y contó con el apoyo de gran parte de la oposición. 
Nikolić finalmente logró imponerse en las elecciones de 2012, convirtiéndose en el segundo presidente de Serbia desde su separación de Montenegro. Logró el 49,55% de los sufragios, superando el 47,30% de Tadić.
Pese a las reservas existentes sobre sus intenciones respecto al acceso de Serbia a la Unión Europea, Nikolić manifestó que "Serbia no se desviará de la vía europea". Sin embargo, en junio de 2012 realizó unas declaraciones en torno al presunto genocida Ratko Mladić que causaron preocupación en la Unión Europea. En ellas Nikolić cuestionaba el genocidio de Srebrenica, que constituye la principal acusación contra Mladić por parte del Tribunal Penal Internacional para la antigua Yugoslavia que lo juzga en La Haya. Nikolić admitió que hubo "un crimen a manos de serbios que deben ser juzgados; pero no un genocidio". Estas manifestaciones también fueron mal recibidas por las asociaciones de víctimas de la Guerra de Bosnia.
En mayo de 2012, Nikolić renuncia a su cargo como presidente del SNS y deja el partido.